# Revolver (revista)
A Revolver é uma revista mensal de hard rock e heavy metal publicada pela Future US. Antes de se centrar exclusivamente ao heavy metal e hard rock, era uma revista mais orientada no mainstream. A revista está estruturada de forma similar a publicações como a Spin cobrindo diversos eventos ligados às subculturas de heavy metal e punk. Inclui histórias de capa (geralmente centradas em novos lançamentos ou futuras digressões), análise de álbuns e instrumentos, boletins e uma coluna de aconselhamentos a cartas por Vinnie Paul, antigo baterista de Pantera e Damageplan, e actual membro do supergrupo de Hard Rock Hellyeah. Vinnie fez um hiato da coluna após a morte do seu irmão, Dimebag Darrell (era suposto ser substituído pelo membro dos Slipknot Joey Jordison, que decicidiu não o fazer quando soube que estava a substituir Paul), mas regressou para oferecer conselhos aos leitores sobre música, a vida, sexo e outros temas. A coluna tem incluído recentemente Cristina Scabbia de Lacuna Coil.
Outra característica da revista é a sua cobertura a bandas underground em crescente de todo o planeta. Em vez de focar somente em artistas conhecidos, a Revolver introduz muitos artistas não surgem na rádio ou na MTV.